# دا لامر (داکوتای شمالی)
دا لامر(به انگلیسی: De Lamere) شهری در ایالت داکوتای شمالی کشور ایالات متحده آمریکا است که جمعیت آن در سرشماری سال ۲۰۱۰ میلادی، ۳۰ نفر بوده‌است.